# 長沢節
長沢 節（ながさわ せつ、1917年5月12日 - 1999年6月23日）は、日本のイラストレーター、水彩画家、デザイナー、エッセイスト、ファッション評論家、映画評論家。
セツ・モードセミナー創設者。
日本のファッション・イラストレーターの草分け。
本名は、長沢 昇（ながさわ のぼる）。

## 生涯
福島県会津若松市に生まれる。
小学校時代、画家で小学校教師の渡部菊二と出会う。会津中学入学。
軍事教練をボイコットした為、官立校の東京美術学校（東京芸大）への受験資格を失う。文化学院へ入学。卒業後水彩画家へ。
春日部たすく画伯と親交。戦前から中原淳一の推薦で女性誌『新女苑』にデビュー。『それいゆ』や『ひまわり』といった雑誌にイラストやエッセイを掲載。当時セツが書いた小説が親交のあった三島由紀夫の目に留まる。
昭和13年から昭和43年まで池袋モンパルナスと呼ばれたすずめヶ丘のアトリエ村に住む。戦時中はやせこけた画風から軍部に執筆停止処分を受ける。新作家賞受賞（その他は辞退）。
戦後の日本ファッション界に当時としては刺激的なスタイル画で一世を風靡。アドセンターの依頼でプレタポルテ運動のため日本ではじめてのファッションショーを開く。水彩連盟にスタイル画（現・キッシュアート）部門を創設。
1967年、男性にスカートを提案した「モノセックス・ショー」を開く。賛辞や批判があったが革命的だと騒ぎになる。男女のペアが同じスカート・衣装で揃えるという意匠では「観客は初めのうちだけ、果たしてどっちが美しいか？比べて見ていますが、やがて男女の違いを全く意識しなくなってしまうだろうという私の計算だったのです。1人1人のパーソナリティ（人格）こそがなによりも優先して尊重されなければならないのだと私は絶叫したのでした。（長沢節）」
主催する学校セツ・モードセミナーから、様々な分野の多くの優れた人材を輩出。服飾雑誌『装苑』で「セツ・シネマセミナー」を27年間連載。
山下充、春日部洋、星信郎、初川良ほか6人で絵画団体「サンチマン・ヌーボー」を結成。
生涯独身を通す。「自由で上品な美しさ」というセツ美学を持つ。

### 略年譜
- 1946年、スカートをはいて銀座を歩き街頭スナップの写真記事が掲載。
- 1954年、節スタイル画教室をサロン・ド・シャポー内の一室で始める[5]。その後、セツ・モードセミナーと改称[5]。
- 1960年、1年間渡仏。
- 1964年、男女のペアが同じスカート・衣装を着用する「モノセックス・ショー」開催（銀座ワシントン靴店協賛）。
- 1965年、セツ・モードセミナーの校舎を新宿に移転[5]。
- 1970年、「ホモ・ジュッピーズ」開催。
- 1999年6月23日、自転車で転倒し、脳挫傷にて死去、享年82歳。

## 受賞歴
- 第8回ミモザ賞（1996年）
- 毎日ファッション大賞鯨岡阿美子賞（1998年）

（その他の受賞は全て辞退していた）

## デザイン
- 『銀座旋風児』（ギンザマイトガイ）(1959)：主人公の服飾デザイン担当

## 著書
- 『スタイル画教室 モード・エスプリ・デッサン』（美術出版社） 1956
- 『長沢節デッサン集 第1輯』（作品社） 1957
- 『デッサン・ド・モード 女と男の新しい形を描く』（美術出版社） 1966
- 『細長いスネをもつ優しい男たちの中で』（文化出版局） 1970
- 『スタイル画の世界』（長沢節監修、穂積和夫, 河原淳共編、ダヴィッド社） 1976
- 『わたしの水彩』（美術出版社） 1980
- 『大人の女が美しい』（草思社） 1981、のち草思社文庫
- 『セツの100本立映画館』（草思社） 1985
- 『弱いから、好き。』（文化出版局） 1989
- 『長沢節と風景たち』（美術出版社） 1992.12
- 『美少年映画セミナー』（角川書店） 1994
- 『あいまいな色が好き。 セツのおしゃれノート』（文化出版局） 1994
- 『デッサン・ド・モード = Dessins de Mode : 美しい人を描く』（美術出版社） 2012
- 『わたしの水彩 = Mes aquarelles : 水彩画家・セツの美学』（美術出版社） 2013
- 『セツ先生とミチカの勝手にごひいきスター』（石川三千花編著、長沢節共著、河出書房新社） 2017

### 挿絵担当
- 『ふしぎな絵かきさん』（平野直、国民図書刊行会、新日本少国民文庫） 1946
- 『こどもの歌』（野上彰、小峰書店、小学生文庫14） 1950
- 『ミツバチ・マアヤの冒険』（ボンゼルス、実吉捷郎訳、岩波書店、岩波少年文庫9） 1951
- 『三銃士』（A・デューマ、生島遼一、岩波書店、岩波少年文庫23） 1951
- 『家なき子』上・中・下（エクトル・マロ、山内義雄訳、岩波書店、岩波少年文庫43） 1952
- 『シチリアの少年』（ルイジ・カープアーナ、清水三郎治、岩波書店、岩波少年文庫125） 1956
- 『若草物語』（オルコット、安藤一郎著、筑摩書房、世界の名作9） 1956
- 『佐渡狐』（飯沢匡、平凡社） 1971

## 作品展
- 弥生美術館 「長沢節展 〈セツ神話〉の秘密に迫る」 2004年4月1日 - 2004年6月27日
- 弥生美術館 「長沢節回顧展 〈長沢節生誕100年展〉」 2017年4月 - 2017年6月
- 喜多方美術館 「長沢節展 〈会津の長澤昇から憧れのセツへ〉」 2019年9月21日 - 2019年11月4日

## TV出演
- NHK　『お宅訪問』
- NHK　『生活ほっとモーニング』
- NHK　『映像ファイル「あの人に会いたい』～「長沢節」 10分

## 関連書籍
- 『長沢節 伝説のファッション・イラストレーター』（内田静枝、河出書房新社） 2004.4.7
- 『池袋モンパルナス』（宇佐美承、集英社） 1990.6.1
- 『セツ学校と不良少年少女たち』（三宅菊子、じゃこめてい出版） 1985.1.12
- 『長沢節物語 セツ・モードセミナーと仲間たち』（西村勝、マガジンハウス） 1996.10.24
- 「セツのダンディズム講座」（『MR.ハイファッション』誌の連載） 1980
- 「セツ神話」（『アサヒグラフ』） 1994.9.9